# Fujifilm
Fujifilm Holdings Corporation ou Fujifilm 富士フイルム株式会社 (Fujifirumu Kabushiki Kaisha) (TSE : 4901, NASDAQ : FUJI) est un fabricant japonais de matériel photographique numérique et analogique, en consommables d'impression en arts graphiques, d'imagerie médicale, d'optiques (sous la marque Fujinon), de matériel de bureautique, de support d'enregistrement magnétique et optique, de matériels entrant dans la composition des écrans plats et d'émulsions photosensibles, de produits chimiques et pharmaceutiques. 
L'entreprise se nomme ainsi en référence à la plus grande montagne japonaise, le mont Fuji. Elle fait partie du conglomérat (Keiretsu) Sumitomo Mitsui Financial Group.

Ancien logo de Fujifilm. Le logo Fuji sur la gauche a été introduit en 1980, tandis que le mot-symbole Fujifilm sur la droite a été introduit en 1992. Les deux ont été remplacés par le logo actuel en 2006.

En 1965, Fuji se démarque quelque peu sur le marché mondial du cinéma amateur en Super 8 en présentant le film Single 8 de même format que celui de Kodak mais dans une cassette incompatible.
À l'automne 2009, Fujifilm sort le premier système photographique complet 3D sans lunettes. Le système FinePix REAL 3D est composé d'un appareil numérique bi-objectifs, d'un cadre photo 3D et d'un système de tirage photographique en relief.
La marque est aussi connue pour sa gamme d'appareils photo instantanés Instax, qui reprend le fonctionnement des produits Polaroid.
Fujifilm est également un industriel du développement photographique.

## Historique
- Janvier 1934 : création de la société Fuji Photo Film Co., Ltd[3]
- 1948 : premier appareil photo Fujica Six
- 1965 : sortie du film cinéma Single-8 (en)(super 8)
- 1970 : premier reflex à cellule silicium Fujica ST 701
- 1974 : premier reflex à affichage LED de la vitesse dans le viseur Fujica ST 901
- 1979 : premier compact tous temps BAROUDEUR HD
- 1988 : premier appareil numérique avec carte mémoire Fuji DS-1P
- 1994 : premier reflex numérique à saisie intégrale de l'image dans le viseur FUJIX DS-505/515
- 1996 : premier minilab entièrement numérique à bloc laser bleu - FRONTIER
- 2000 : premier appareil photo numérique doté du capteur Super CCD, le FinePix 4700Z
- 2009 : présentation du capteur révolutionnaire EXR adaptant son fonctionnement aux différentes conditions de prise de vue - FinePix F200EXR
- 2009 : sortie du premier système photo numérique complet 3D - FinePix REAL 3D W1, avec le cadre photo autostéréoscopique V1
- 2010 : sortie du Finepix REAL 3D W3, premier appareil photo numérique 3D au monde réalisant des vidéos 3D HD, et sortie du cadre photo V3.
- 2011 : sortie au printemps du premier modèle de la série X PREMIUM, le Fujifilm X100, un compact expert à visée hybride doté d'un objectif fixe à focale fixe (23 mm équivalent 35 mm en format 135), suivi à l'automne des Fujifilm X10 (compact expert) et du X-S1 un bridge caméra.

En 2012, la série X PREMIUM est complétée d'un appareil à objectif interchangeable à visée multi-hybride (viseur optique ou électronique), le X-Pro1, doté d'un capteur de conception inédite (capteur X-Trans CMOS au format APS-C bénéficiant d'une matrice de filtres colorés dont l'agencement permet de se dispenser d'un filtre passe-bas), bénéficie dans un premier temps d'un objectif Fujinon de 18 mm (équivalent 27 mm en format 35 mm), d'un 35 mm (équivalent 53 mm) et d'un 60 mm (équivalent 90 mm). La gamme est complétée à l'automne 2012 par le X-E1 (compact à objectif interchangeable à viseur électronique OLED et capteur X-Trans CMOS) et d'un compact expert luxueux le XF1.
En 2012, Fujifilm introduit sur le marché français une gamme de produits cosmétiques anti-âge sous le nom d'Astalift,.
En octobre 2014, Fujifilm acquiert 49 % de l'entreprise biomédicale américaine Kalon Biotherapeutics qui produit entre-autres des vaccins grippaux ou contre le virus d'Ebola. En mars 2015, Fujifilm acquiert pour 307 millions de dollars Cellular Dynamics, une entreprise de biotechnologie américaine .
En janvier 2018, Fujifilm annonce l'acquisition d'une participation de 50,1 % dans Xerox pour un montant de 6,1 milliards de dollars, via leur co-entreprise Fuji Xerox que Fujifilm détient à 75 %. Fuji Xerox gardera son nom, en intégrant Xerox. Dans le même temps, Fujifilm annonce la suppression de 10 000 emplois dans Fuji Xerox,. En parallèle, Fujifilm annonce la vente d'une participation majoritaire dans ses activités dans les téléphones portables au fonds d'investissement Polaris Capital Group, ne gardant qu'une participation de 30 %. En mai 2018, Xerox annonce l'annulation de l'opération avec Fujifilm. En novembre 2019, Xerox annonce la vente de sa participation de 25 % dans sa co-entreprise avec Fujifilm à ce dernier, pour 2,3 milliards de dollars.
En mars 2019, Fujifilm annonce l'acquisition une filiale de Biogen pour 890 millions de dollars. En décembre 2019, Hitachi annonce la vente de sa filiale spécialisée dans l'imagerie médicale à Fujifilm pour 1,7 milliard de dollars.
En mars 2020, le médicament antiviral Avigan (Favipiravir) de la filiale Toyama Chemical de Fujifilm est envisagé comme pouvant être un traitement efficace contre l'épidémie de Coronavirus, sous certaines conditions. Le Japon débute des essais à cet effet, ainsi que la Chine et l'Indonésie.

## Appareils photographiques numériques

### Appareils grand public FinePix
Fujifilm commercialise des appareils photo numériques grand public sous la dénomination « FinePix » (ainsi que des imprimantes). Les gammes sont déclinées sous le nom FinePix suivi d'une lettre. Cette gamme commence avec des appareils de type ultra-compacts (série A, série J et série T), les ultra compacts bijoux (série Z) et les appareils tout-terrain (série XP) et va jusqu'au haut de gamme que sont les compacts experts de la série F, les bridges sous le nom de série S, SL et HS.
Les gammes FinePix proposent, depuis 2009, une conception originale de capteur, le Super CCD EXR. Celui-ci modifie son comportement en fonction de la luminosité ou du contraste de la scène à photographier. Il réserve la très haute résolution aux situations de pleine luminosité et propose un autre fonctionnement lorsque la lumière n’est plus idéale. 
Ainsi, le Super CCD EXR propose un fonctionnement modulable sur trois modes :
1. Le mode « Haute Résolution » exploite un à un la totalité des pixels composant le capteur et restituant ainsi une image plus détaillée.
2. Le mode « Haute Sensibilité » combine deux à deux des pixels adjacents de même couleur pour doubler la sensibilité native (ou nominale) du capteur en divisant par deux sa résolution. La sensibilité est alors suffisante pour enregistrer les zones sombres d'un sujet peu éclairé et les reproduire fidèlement.
3. Le mode « Plage Dynamique Étendue » affecte un photosite adjacent sur deux à l'enregistrement des très hautes lumières et l'autre photosite à l'enregistrement des informations situées dans les ombres. Il restitue ainsi pour les sujets contrastés un haut niveau de détails des ombres profondes jusqu'aux plus hautes lumières.

En septembre 2009, la marque présente le FinePix Real 3D W1, un appareil stéréoscopique. La visualisation des photos réalisées par cet appareil peut se faire via un autre produit de la gamme FinePix : Le FinePix Real 3D V1 (un cadre photo numérique 3D) ou par impression sur papier 3D (support lenticulaire).

### Appareils de la série Fujifilm série X
Annoncée à la photokina 2010 avec le X100, cette gamme est le fleuron photographique de Fujifilm. La série X propose des appareils numériques de taille réduite à objectif fixe (XF1, X10, X20, X100, X-S1) ou à objectif interchangeable (X-Pro1, X-E1, X-T1) utilisant la monture Fujifilm X. De nombreuses innovations constituent l'originalité de cette série dont le style vintage se veut intemporel. Sur les X100, X-E1 et X-Pro1, la vitesse d'obturation se paramètre sans qu'on ait à mettre l'appareil sous tension pour faciliter l'accès aux réglages. Certains modèles disposent d'un viseur hybride (optique commutable en électronique), les X100 et X-Pro1, et d'un capteur CMOS X-Trans au format APS-C. Les optiques Fujinon font appel à des éléments asphériques ou à faible dispersion.
En 2013, Fujifilm sort le X20 (qui remplace le X10), le X100S (qui remplace le X100) et le X-E2 (qui remplace le X-E1). Ces nouveaux venus reprennent fortement le design de leurs prédécesseurs, en généralisant la technologie X-Trans sur la gamme et ajustant l'ergonomie logicielle.
En 2014 sortent le X-T1, le X100T qui remplace le X100S, et le X30 qui remplace le X20.
En 2015 sort le X-T10, version plus compacte du X-T1.
En 2016 sortent le X70, le X-Pro2 (remplaçant du X-Pro1), le X-E2s (remplaçant du X-E2) et le X-T2.
En 2017 sortent le X-T20 qui remplace le X-T10 et le X100F qui remplace le X100T.
En 2018 sort le X-T3.
En 2019 sort le X-T30 qui remplace le X-T20.
En 2020 sort le X-T4. La différence la plus notable avec le XT-3 est la stabilisation du capteur.
En 2022 sortent le X-H2 et le X-T5 avec notamment le même capteur de 40,2 Mpx.
En 2023 sort le X-S20.
En 2024 sort le X-M5.

### Appareils de la série S/HS
Historiquement, la série S fut la première série S de la marque FinePix à proposer une gamme d'appareils photos numériques allant du bridge au reflex. Elle a ensuite été complétée par les gamme HS (FinePix HS10, HS20, HS25 et HS30), présentant des appareils à la frontière entre les univers du reflex et celui du compact (équipés d'objectifs non interchangeables mais avec une visée électronique) et la série SL (SL240 à SL300).

#### Réflex numériques de la série S Pro
Fujifilm a produit jusqu'à 2007 des reflex numériques (au sein de la série S) basés sur des châssis d'appareils existants mais utilisant un capteur spécifique.
En voici une liste non exhaustive :
- Janvier 2000 : Fujifilm S1 Pro
- Janvier 2002 : Fujifilm S2 Pro
- Février 2005 : Fujifilm S3 Pro
- Mars    2007 : Fujifilm S5 Pro

| Professionnel | Fujifilm S1 Pro | Fujifilm S1 Pro | Fujifilm S1 Pro | Fujifilm S1 Pro | Fujifilm S1 Pro | Fujifilm S1 Pro | Fujifilm S1 Pro | Fujifilm S1 Pro | Fujifilm S2 Pro | Fujifilm S2 Pro | Fujifilm S2 Pro | Fujifilm S2 Pro | Fujifilm S2 Pro | Fujifilm S2 Pro | Fujifilm S2 Pro | Fujifilm S2 Pro | Fujifilm S2 Pro | Fujifilm S2 Pro | Fujifilm S2 Pro | Fujifilm S2 Pro | Fujifilm S2 Pro | Fujifilm S3 Pro | Fujifilm S3 Pro | Fujifilm S3 Pro | Fujifilm S3 Pro | Fujifilm S3 Pro | Fujifilm S3 Pro | Fujifilm S3 Pro | Fujifilm S5 Pro | Fujifilm S5 Pro | Fujifilm S5 Pro | Fujifilm S5 Pro | Fujifilm S5 Pro | Fujifilm S5 Pro | Fujifilm S5 Pro | Fujifilm S5 Pro | Fujifilm S5 Pro |

### Appareils de la série GFX
Les appareils photos numériques hybrides professionnels moyens formats sont apparus depuis 2017. Les capteurs n’utilisent pas des capteurs X-Trans, mais des matrices de Bayer conventionnelles. Ils utilisent la monture d’objectif Fujifilm G.
- Février 2017 : GFX50S
- Juin 2019 : GFX100
- Mars 2021 : GFX100S
- Septembre 2021 : GFX50S II
- Septembre 2023 : GFX100 II

## Objectifs Fujinon
Fujifilm produit des optiques sous la marque Fujinon. Celles-ci sont destinées à la photographie, au cinéma, à la vidéo professionnelle et la télévision, à l'imagerie médicale. Fujinon propose également des systèmes de vidéo surveillance et des jumelles à usage professionnel.

### Monture X
| Type              | Objectif                                    | Focale    | Ouv. Max  | Ø filtre | Stab. |
| Ultra grand angle | Fujifilm XF 8-16mm f/2.8 R LM WR            | 8-16mm    | f/2.8     | -        | NON   |
| Ultra grand angle | Fujifilm XF 10-24mm f/4 R OIS               | 10-24mm   | f/2.8     | 72mm     | OUI   |
| Ultra grand angle | Fujifilm XF 14mm f/2.8 R                    | 14mm      | f/2.8     | 58mm     | NON   |
| Grand angle       | Fujifilm XF 16mm f/1.4 R WR                 | 16mm      | f/1.4     | 67mm     | NON   |
| Grand angle       | Fujifilm XF 16mm f/2.8 R WR                 | 16mm      | f/2.8     | 49mm     | NON   |
| Grand angle       | Fujinon XF 18 mm f/1.4 R LM WR              | 18mm      | f/1.4     | 62mm     | NON   |
| Grand angle       | Fujifilm XF 18mm f/2 R                      | 18mm      | f/2       | 52mm     | NON   |
| Grand angle       | Fujifilm XF 23mm f/1.4 R                    | 23mm      | f/1.4     | 62mm     | NON   |
| Grand angle       | Fujifilm XF 23mm f/1.4 R LM WR              | 23mm      | f/1.4     | 62mm     | OUI   |
| Grand angle       | Fujifilm XF 23mm f/2 R                      | 23mm      | f/2       | 43mm     | NON   |
| Standard          | Fujifilm XF 27mm f/2.8                      | 27mm      | f/2.8     | 39mm     | NON   |
| Standard          | Fujifilm XF 33mm f/1.4 R LM WR              | 33mm      | f/1.4     | 58mm     | NON   |
| Standard          | Fujifilm XF 35mm f/1.4 R                    | 35mm      | f/1.4     | 52mm     | NON   |
| Standard          | Fujifilm XF 35mm f/2 R WR                   | 35mm      | f/2       | 43mm     | NON   |
| Standard          | Fujifilm XC 35 mm f/2                       | 35mm      | f/2       | 43mm     | NON   |
| Standard          | Fujifilm XF 50mm f/1 R WR                   | 50mm      | f/1       | 77mm     | NON   |
| Standard          | Fujifilm XF 50mm f/2 R WR                   | 50mm      | f/2       | 46mm     | NON   |
| Standard          | Fujifilm XC 15-45mm f/3.5-5.6 OIS PZ        | 15-45mm   | f/3.5-5.6 | 52mm     | OUI   |
| Standard          | Fujifilm XC 16-50mm f/3.5-5.6 OIS           | 16-50mm   | f/3.5-5.6 | 58mm     | OUI   |
| Standard          | Fujifilm XC 16-50mm f/3.5-5.6 OIS II        | 16-50mm   | f/3.5-5.6 | 58mm     | OUI   |
| Standard          | Fujifilm XF 16-55mm f/2.8 R LM WR           | 16-55mm   | f/2.8     | 77mm     | NON   |
| Standard          | Fujifilm XF 16-80mm f/4 R OIS WR            | 16-80mm   | f/4       | 72mm     | OUI   |
| Standard          | Fujifilm XF 18-55mm f/2.8-4 R LM OIS        | 18-55mm   | f/2.8-4   | 58mm     | OUI   |
| Téléobjectif      | Fujifilm XF 56mm f/1.2 R APD                | 56mm      | f/1.2     | 62mm     | NON   |
| Téléobjectif      | Fujifilm XF 56mm f/1.2 R                    | 56mm      | f/1.2     | 62mm     | NON   |
| Téléobjectif      | Fujifilm XF 90mm f/2 R LM WR                | 90mm      | f/2       | 62mm     | NON   |
| Téléobjectif      | Fujifilm XF 18-135mm f/3.5-5.6 R LM OIS WR  | 18-135mm  | f/3.5-5.6 | 67mm     | OUI   |
| Téléobjectif      | Fujifilm XF 100-400mm f/4.5-5.6 R LR OIS WR | 100-400mm | f/4.5-5.6 | 77mm     | OUI   |
| Téléobjectif      | Fujifilm XF 50-140mm f/2.8 R LM OIS WR      | 50-140mm  | f/2.8     | 72mm     | NON   |
| Téléobjectif      | Fujifilm XC 50-230mm f/4.5-6.7 OIS          | 50-230mm  | f/4.5-6.7 | 58mm     | OUI   |
| Téléobjectif      | Fujifilm XC 50-230mm f/4.5-6.7 OIS II       | 50-230mm  | f/4.5-6.7 | 58mm     | OUI   |
| Téléobjectif      | Fujifilm XF 55-200mm f/3.5-4.8 R LM OIS     | 55-200mm  | f/3.5-4.8 | 62mm     | OUI   |
| Téléobjectif      | Fujifilm XF 70-300mm f/4-5.6 R LM OIS WR    | 70-300mm  | f/4-5.6   | 67mm     | OUI   |
| Téléobjectif      | Fujifilm XF 200mm f/2 OIS WR                | 200mm     | f/2       | 46mm     | OUi   |
| Macro             | Fujifilm XF 60mm f/2.4 R Macro              | 60mm      | f/2.4     | 39mm     | NON   |
| Macro             | Fujifilm XF 80mm f/2.8 R LM OIS WR Macro    | 80mm      | f/2.8     | 62mm     | OUI   |

Les deux téléconvertisseurs XF 2xTC WR et XF 1.4x TC WR sont compatibles avec les objectifs suivants :
- XF 50-140mm f/2.8 R LM OIS WR

- XF 100-400mm f/4.5-5.6 R LR OIS WR

- XF 80mm f/2.8 R LM OIS WR Macro

- XF 70-300mm f/4-5.6 R LM OIS WR

### Monture G
| Type          | Objectif                               | Focale    | Ouv. Max  |
| Grand angle   | Fujinon GF 23mm f/4 LM WR              | 23mm      | f/4       |
| Grand angle   | Fujinon GF 30mm f/3.5 R WR             | 30mm      | f/3.5     |
| Standard zoom | Fujinon GF 32-64mm f/4 R LM WR         | 32-64mm   | f/4       |
| Standard zoom | Fujifilm GF 35-70mm f/4.5-5.6 WR       | 35-70mm   | f/4.5-5.6 |
| Standard      | Fujinon GF 45-100mm f/4 R LM OIS WR    | 45-100mm  | f/4       |
| Standard      | Fujinon GF 45mm f/2.8 R WR             | 45mm      | f/2.8     |
| Standard      | Fujinon GF 50mm f/3.5 R LM WR          | 50mm      | f/3.5     |
| Standard      | Fujinon GF 63mm f/2.8 R WR             | 63mm      | f/2.8     |
| Standard      | Fujinon GF 80mm f/1.7 R WR             | 80mm      | f/1.7     |
| Téléobjectif  | Fujinon GF 100-200mm f/5.6 R LM OIS WR | 100-200mm | f/5.6     |
| Téléobjectif  | Fujinon GF 110mm f/2 LM WR             | 110mm     | f/2       |
| Macro         | Fujinon GF 120mm f/4 R LM OIS WR Macro | 120mm     | f/4       |
| Téléobjectif  | Fujinon GF 250mm f/4 R LM OIS WR       | 250mm     | f/4       |

### Typologie
Voici les principales désignations des différents types d'objectifs de la marque Fujifilm :
- OIS : pour “Optical Image Stabilization” : désigne les objectifs stabilisés ;
- XF : objectifs haut de gamme, adaptable sur les boitiers X ;
- XC : objectifs d’entrée de gamme, adaptable sur les boitiers X ;
- GF : objectifs de monture G, adaptable sur les boitiers GFX ;
- R pour “Ring” : désigne les objectifs possédant une bague d’ouverture pour contrôler électriquement le diaphragme ;
- WR pour “Weather Resistant” : désigne les objectifs tropicalisés (résistants à l’eau et à la poussière) ;
- LM pour “Linear Motor” : désigne les objectifs possédant une motorisation autofocus linéaire et silencieuse ;
- APD pour “Apodization” : désigne un traitement particulier de l’objectif permettant d’obtenir un bokeh plus doux.

## Actionnaires
Liste des principaux actionnaires au 7 novembre 2019.
| FUJIFILM Holdings Corporation          | 20,5% |
| Nomura Asset Management                | 4,83% |
| Nippon Life Insurance                  | 3,43% |
| Sumitomo Mitsui Trust Asset Management | 2,31% |
| Nikko Asset Management                 | 2,19% |
| Dodge & Cox                            | 2,05% |
| Sumitomo Mitsui Financial Group        | 2,04% |
| Daiwa Asset Management                 | 2,03% |
| DWS Investments                        | 1,94% |
| The Vanguard Group                     | 1,88% |